# Foreste costiere equatoriali atlantiche
Le foreste costiere equatoriali atlantiche sono una ecoregione della costa atlantica dell'Africa (codice ecoregione: AT0102), che si sviluppa dal Camerun verso sud, giungendo quasi alla foce del fiume Congo. Forma, assieme alle ecoregioni delle foreste costiere di Cross-Sanaga-Bioko e delle foreste di pianura di São Tomé, Príncipe e Annobón, la regione denominata foreste costiere del Congo, inclusa nella lista Global 200.

## Territorio
È un'ecoregione di foresta pluviale che occupa 189.700 chilometri quadrati lungo la costa atlantica dell'Africa centrale; comprende il sud-est del Camerun, a sud del fiume Sanaga, praticamente l'intera superficie del Rio Muni, in Guinea Equatoriale, l'ovest del Gabon, e si prolunga verso sud in una stretta fascia che attraversa l'ovest della Repubblica del Congo, l'interno dell'enclave di Cabinda (Angola) e l'estremità occidentale della Repubblica Democratica del Congo, a nord della foce del Congo.
Confina a nord con le foreste costiere di Cross-Sanaga-Bioko, a est con le foreste di pianura del bacino nord-occidentale del Congo, a sud e ad est con il mosaico di foresta e savana del bacino occidentale del Congo e ad ovest con l'oceano Atlantico.

## Flora

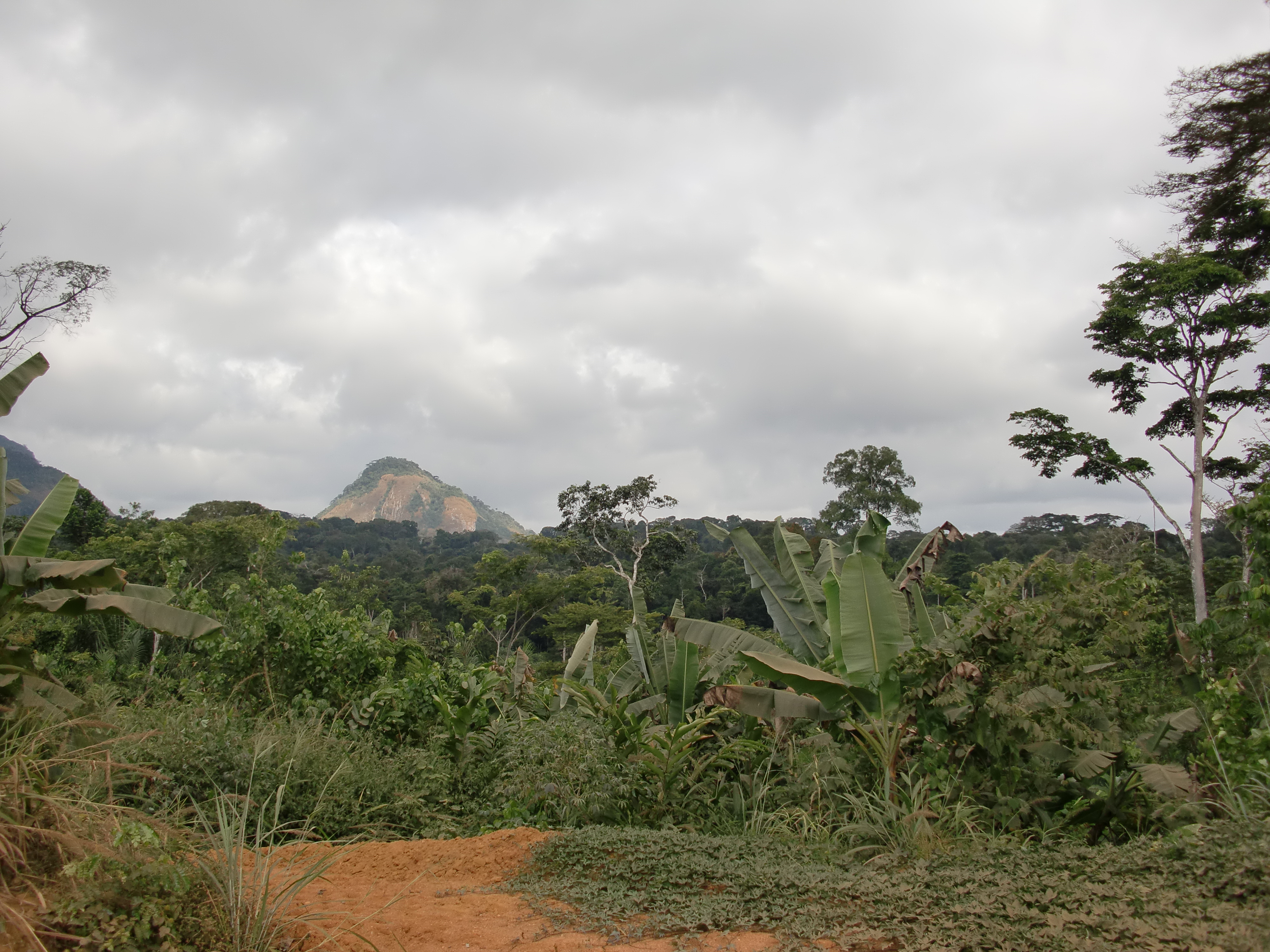
Vegetazione nei pressi di Oyala, Guinea Equatoriale

L'ecoregione contiene grandi aree di foresta pluviale.

## Fauna
La maggior parte delle associazioni ecologiche floristiche e faunistiche sono intatte, compreso le associazioni di specie che comprendono i grandi mammiferi minacciati, come il gorilla di pianura occidentale (Gorilla gorilla gorilla), il mandrillo (Mandrillus sphinx) e il cercopiteco dalla coda dorata (Cercopithecus solatus).

## Popolazione
La parte centrale dell'ecoregione presenta una delle minori densità abitative di tutta l'Africa.

## Conservazione
Molte specie animali dell'ecoregione, incluso i primati, sono minacciati dalla caccia a scopo alimentare o per la ricerca dei trofei, mentre gli elefanti (Loxodonta africana) sono oggetto di bracconaggio per alimentare il commercio dell'avorio. Il disbocamento per l'estrazione della legna è una minaccia permanente in Camerun, Gabon, Repubblica del Congo e in modo particolare nella Guinea Equatoriale. Comunque, resistono tuttora grandi regioni forestate e la fauna è ancora particolarmente ricca nella parte meridionale della Guinea Equatoriale e nel Gabon, che ha creato vaste aree di  parchi nazionali protetti all'interno dell'ecoregione, tra cui il parco nazionale di Loango e quello di Lopé-Okanda (dichiarato patrimonio dell'umanità).